# Haematopota rabida
Haematopota rabida är en tvåvingeart som beskrevs av Edwards 1916. Haematopota rabida ingår i släktet Haematopota och familjen bromsar.
Artens utbredningsområde är Malawi. Inga underarter finns listade i Catalogue of Life.